# Victor Giudice
Victor Marino del Giudice (Niterói, 14 de fevereiro de 1934 - 22 de novembro de 1997) foi um escritor, crítico, músico e professor brasileiro.

## Obra

### Contos
- Necrológio (1972).[1]
- Os banheiros: contos (1979).[2]
- Museu Darbot e outros mistérios (1994), vencedor do Prêmio Jabuti de 1995.
- Salvador janta no lamas: contos (1989).[3]

### Romances
- Sétimo punhal (1995).[4]
- Bolero (1985).[5]